# Élections législatives rwandaises de 1988
Les élections législatives rwandaises de 1988 se déroulent le 26 décembre 1988 afin de renouveler les 70 sièges du Conseil national de développement du Rwanda.
Le pays, dirigé par la président Juvénal Habyarimana depuis 1973, est alors un régime à parti unique sous l'égide du Mouvement révolutionnaire national pour le développement (MRND), qui remporte l'intégralité des sièges,.

## Contexte
Le MRND tient son sixième congrès du 26 au 29 juin 1988 et réélit à sa présidence Juvénal Habyarimana, qui est ainsi à nouveau désigné candidat unique à la présidence et compose la liste des candidats du parti aux législatives.

## Mode de scrutin
Le Conseil national de développement est alors le parlement unicaméral du Rwanda. Il est composé de 70 députés élus pour cinq ans au scrutin plurinominal majoritaire à un tour dans plusieurs circonscriptions plurinominales correspondants aux préfecture du pays, en fonction de leur population. Le vote est obligatoire, et les électeurs n'ont la possibilité que de voter pour l'un ou l'autre candidat du MRND, qui en présente le double du nombre de sièges à pourvoir.

## Résultats
Une campagne électorale d'un mois précède les législatives, qui voient la défaite de 26 députés sortants candidats à leurs réélections et l'arrivée d'autant de nouveaux membres. Douze femmes sont élues. Le Général-Major Habyarimana annonce un remaniement du Conseil des Ministres le 15 janvier 1989, et en forme un nouveau composé de 10 Ministres-députés. 
|                           |                                                          |           |       |        |               |  |  |  |  |
| Parti                     | Parti                                                    | Votes     | %     | Sièges | +/–           |  |  |  |  |
|                           | Mouvement révolutionnaire national pour le développement | 2 701 682 | 100   | 70     | en stagnation |  |  |  |  |
|                           |                                                          |           |       |        |               |  |  |  |  |
| Suffrages exprimés        | Suffrages exprimés                                       | 2 701 682 | 99,99 |        |               |  |  |  |  |
| Votes blancs et invalides | Votes blancs et invalides                                | 243       | 0,01  |        |               |  |  |  |  |
| Total                     | Total                                                    | 2 701 925 | 100   | 70     | en stagnation |  |  |  |  |
| Abstentions               | Abstentions                                              | 38 995    | 1,42  |        |               |  |  |  |  |
| Inscrits / participation  | Inscrits / participation                                 | 2 740 920 | 98,58 |        |               |  |  |  |  |